# Joanna Kostecka
Joanna Kostecka – polska biolog, dr hab. nauk rolniczych, profesor Instytutu Nauk Rolniczych, Ochrony i Kształtowania Środowiska, Kolegium Nauk Przyrodniczych Uniwersytetu Rzeszowskiego i Instytutu Ekonomii Wydziału Zamiejscowego Nauk o Społeczeństwie w Stalowej Woli Katolickiego Uniwersytetu Lubelskiego Jana Pawła II.

## Życiorys
W 1977 ukończyła studia biologiczne na Uniwersytecie Jagiellońskim, 8 listopada 1989 obroniła pracę doktorską Populacje dżdżownic (Oligochaeta, Lumbricidae) w czterech podzespołach Fagetum carpathicum w Bieszczadach, w okolicy Ustrzyk Górnych, 10 października 2001 habilitowała się na podstawie pracy zatytułowanej Badania nad wermikompostowaniem odpadów organicznych. 26 lutego 2013 uzyskała tytuł profesora nauk rolniczych.
Została zatrudniona na stanowisku profesora nadzwyczajnego w Zakładzie Biologicznych Podstaw Rolnictwa i Edukacji Środowiskowej na Wydziale Biologicznym i Rolniczym Uniwersytetu Rzeszowskiego, oraz profesora zwyczajnego w Katedrze Biologicznych Podstaw Rolnictwa i Edukacji Środowiskowej Wydziału Biologicznego i Rolniczego Uniwersytetu Rzeszowskiego.
Była kierownikiem Zakładu Biologicznych Podstaw Rolnictwa i Edukacji Środowiskowej Wydziału Biologicznego i Rolniczego Uniwersytetu Rzeszowskiego, członkiem Komitetu Przestrzennego Zagospodarowania Kraju Prezydium PAN i wiceprezesem Polskiego Towarzystwa Inżynierii Ekologicznej.
Awansowała na stanowisko profesora w Instytucie Ekonomii na Wydziale Zamiejscowym Nauk o Społeczeństwie w Stalowej Woli Katolickiego Uniwersytetu Lubelskiego Jana Pawła II i w Instytucie Nauk Rolniczych, Ochrony i Kształtowania Środowiska, Kolegium Nauk Przyrodniczych Uniwersytetu Rzeszowskiego.
Jest prezesem Polskiego Towarzystwa Inżynierii Ekologicznej.

## Odznaczenia
- Srebrny Krzyż Zasługi (2000)[4]
- Złoty Krzyż Zasługi (2018)[5]